# Mihai Doroftei
Mihai Doroftei  (n.  20 octombrie 1864, Bistrița, Regatul României   - d. 20 martie, 1932, Bistrița, Regatul României) a fost un deputat în Marea Adunare Națională de la Alba Iulia, organismul legislativ reprezentativ al „tuturor românilor din Transilvania, Banat și Țara Ungurească”, cel care a adoptat hotărârea privind Unirea Transilvaniei cu România, la 1 decembrie 1918.

## Biografie
A terminat școala primară, după care a devenit agricultor. În 1918 a fost membru al C.N.R. Bistrița-Năsăud. A decedat la 20 martie 1932, în Bistrița.